# زالومون كون
زالومون كون (بالألمانية: Salomon Kohn)‏ (و. 1825 – 1904 م) هو مؤلف، وكاتب نمساوي، ولد في براغ، توفي في براغ، عن عمر يناهز 79 عاماً.